# نصرت‌آباد (آق‌قلا)
نصرت‌آباد، روستایی است از توابع شهرستان آق قلا بخش مرکزی که در30کیلومتری آن واقع شده شهرستان آق‌قلا در استان گلستان ایران میباشد

## جمعیت
این روستا در دهستان شیخ‌موسی قرار دارد و براساس سرشماری مرکز آمار ایران در سال ۱۳۹۵، جمعیت آن ۱۵۰۰ نفر (۴۵۰خانوار) بوده‌است.